# Азадбер
Азадбер (перс. آزادبر‎) — село на севере Ирана, в остане Альборз. Входит в состав шахрестана Кередж. Является частью дехестана (сельского округа) Неса бахша Асара.

## География
Село находится в северо-восточной части Альборза, в горной местности центральной части Эльбурса, в долине реки Азадбер, на расстоянии приблизительно 38 километров к северо-востоку от Кереджа, административного центра провинции. Абсолютная высота — 2556 метров над уровнем моря.

## Население
По данным переписи 2006 года население села составляло 577 человек (302 мужчины и 275 женщин). В Азадбере насчитывалось 138 домохозяйств. Уровень грамотности населения составлял 86,66 %. Уровень грамотности среди мужчин составлял 89,07 %, среди женщин — 84 %.